# NGC 48
NGC 48 ist eine Balken-Spiralgalaxie mit ausgedehnten Sternentstehungsgebieten vom Hubble-Typ SBbc im Sternbild Andromeda am Nordsternhimmel. Sie ist schätzungsweise 88 Millionen Lichtjahre von der Milchstraße entfernt und hat einen Durchmesser von etwa 40.000 Lichtjahren.

Im selben Himmelsareal befinden sich u. a. die Galaxien NGC 49, NGC 51, IC 1534, IC 1535.
Das Objekt wurde am 7. September 1885 vom amerikanischen Astronomen Lewis A. Swift entdeckt.